# Rezerwat przyrody Dąbrowy Seroczyńskie
Rezerwat przyrody Dąbrowy Seroczyńskie – leśny rezerwat przyrody położony w gminie Wodynie (powiat siedlecki, województwo mazowieckie), na terenie wsi Nowiny, Wola Serocka, Kołodziąż oraz Wola Wodyńska. Obejmuje tereny lasów państwowych leśnictwa Seroczyn w nadleśnictwie Siedlce.
Rezerwat znajduje się w Łukowskim Obszarze Chronionego Krajobrazu. W części południowej graniczy z rezerwatem Kulak. Położony jest na wysokości 175 do 192 m n.p.m. Zajmuje powierzchnię 550,15 ha i jest pod względem wielkości drugim rezerwatem przyrody w powiecie siedleckim. Lokalna nazwa rezerwatu to „Las Serocki”.
Został utworzony 29 grudnia 1987 roku w celu zachowania unikalnego kompleksu leśnego z udziałem drzewostanów z panującym dębem bezszypułkowym. Drzewostany dębowe zajmują 60% powierzchni leśnej, sosnowe – 38%, brzozowe – 2%. Drzewa najstarsze (70–90 lat) zajmują 38% powierzchni.
Na terenie rezerwatu wyróżniono cztery zespoły zbiorowisk leśnych. Największe to grąd miodnikowy oraz grąd typowy. Najstarsze drzewostany buduje dąb bezszypułkowy z domieszką dębu szypułkowego, brzozy, sosny, gruszy i innych. W runie bardzo licznie reprezentowane są gatunki chronione i rzadkie. Należą do nich między innymi: orlik pospolity, lilia złotogłów, pluskwica pospolita, naparstnica zwyczajna, wawrzynek wilczełyko, turówka leśna, gorysz siny, miodunka wąskolistna, wilczomlecz kątowy, marzanka barwierska, rutewka mniejsza, dąbrówka kosmata, szczodrzeniec ruski, rozesłany i czerniejący.
Interesująca jest także fauna: jastrząb, dudek, muchołówka mała, orzechówka, dzięcioł średni, dzięcioł czarny, zniczek, jaszczurka zwinka, rzekotka drzewna oraz padalec. Z rzadkich gatunków ssaków obserwowano kunę leśną, domową i łosie. Bogaty, chociaż dotychczas nie badany, jest świat owadów.